# Haut-Mbomou
Haut-Mbomou (franska) eller Tö-Mbömü (sango) är en prefektur i Centralafrikanska republiken. Den ligger i den östra delen av landet, 800 km öster om huvudstaden Bangui. Antalet invånare  var 57 602 vid folkräkningen 2003. Arean är 55 530 kvadratkilometer. Haut-Mbomou gränsar till prefekturerna Mbomou och Haute-Kotto samt till Sydsudan och Kongo-Kinshasa.
Haut-Mbomou delas sedan 2021 in i underprefekturerna:
- Bambouti
- Djémah
- Mboki
- Obo
- Zémio